# Gai Aureli Cota (cònsol 252 aC)
Gai Aureli Cota (llatí: Gaius Aurelius Cotta) va ser un magistrat romà.
Era cònsol el 252 aC juntament amb Publi Servili Gemin, amb qui va dirigir la guerra a Sicília contra els cartaginesos, obtenint diverses victòries. Entre altres ciutats, va conquerir Hímera, de la que els seus habitants havien estat evacuats pels cartaginesos. Després va obtenir vaixells de Hieró II de Siracusa i amb aquestes naus i les restes de la flota romana, va anar a Lipara (Lipari) que va assetjar, encarregant el manteniment del bloqueig al seu tribú militar Cassi Longí, al que va prohibir iniciar la batalla; el tribú no va complir l'ordre i va lliurar una batalla en la qual molts romans van morir. Cota va tornar llavors a Lipara, i la va ocupar, matant tots els seus habitants. Per aquest motiu Cassi va ser destituït del seu càrrec de tribú.
Cota va destacar per la disciplina estricta que va imposar a les seves tropes; durant el setge de Lipara un dels seus propis ajudants i parent seu, Publi Aureli Pecuniola, va ser degradat a soldat ras, ja que per una falta una part del campament romà es va incendiar i per això l'enemic el va poder ocupar. També se sap que va actuar amb rigor contra els equites (cavallers) que es van negar a complir alguna de les seves ordres. Al final del seu consolat, Cota va triomfar sobre els cartaginesos i sicilians, segons explica Frontí.
El 248 aC va ser cònsol per segona vegada juntament també amb Publi Servili Gemin, i altre cop va fer campanya a Sicília contra els cartaginesos. El general cartaginès Cartaló va iniciar un atac de distracció a les costes d'Itàlia, però Cota no va caure en el parany i va quedar-se a Sicília. Es desconeixen altres dades de la seva vida i mort.